# Antolin
Antolin (izg. antolín) je 913. najbolj pogost priimek v Sloveniji, ki ga je po podatkih Statističnega urada Republike Slovenijea na dan 31. decembra 2007 uporabljalo 387 oseb.

## Pomen in razširjenost
Priimek Antolin, prihaja iz madžarske oblike osebnega imena Anton - Antal. V španščini je Antolin tudi osebno ime (enako kot slovenski Anton).
Priimek Antolin je v Sloveniji najbolj razširjen v Pomurju. Nekaj nosilcev je tudi na Madžarskem in v izseljenstvu (ZDA, Kanada). Sorodne oblike priimka: Antolinc, Antolič, Antolić ...

## Znani nosilci priimka
- Darja Antolin, pedagoginja
- Dušan Antolin, fotograf
- Janko Antolin, vojaška osebnost
- Jernej Antolin Oman (*1991)
- Viktor Antolin (1922—1984), esejist